# スエズマックス

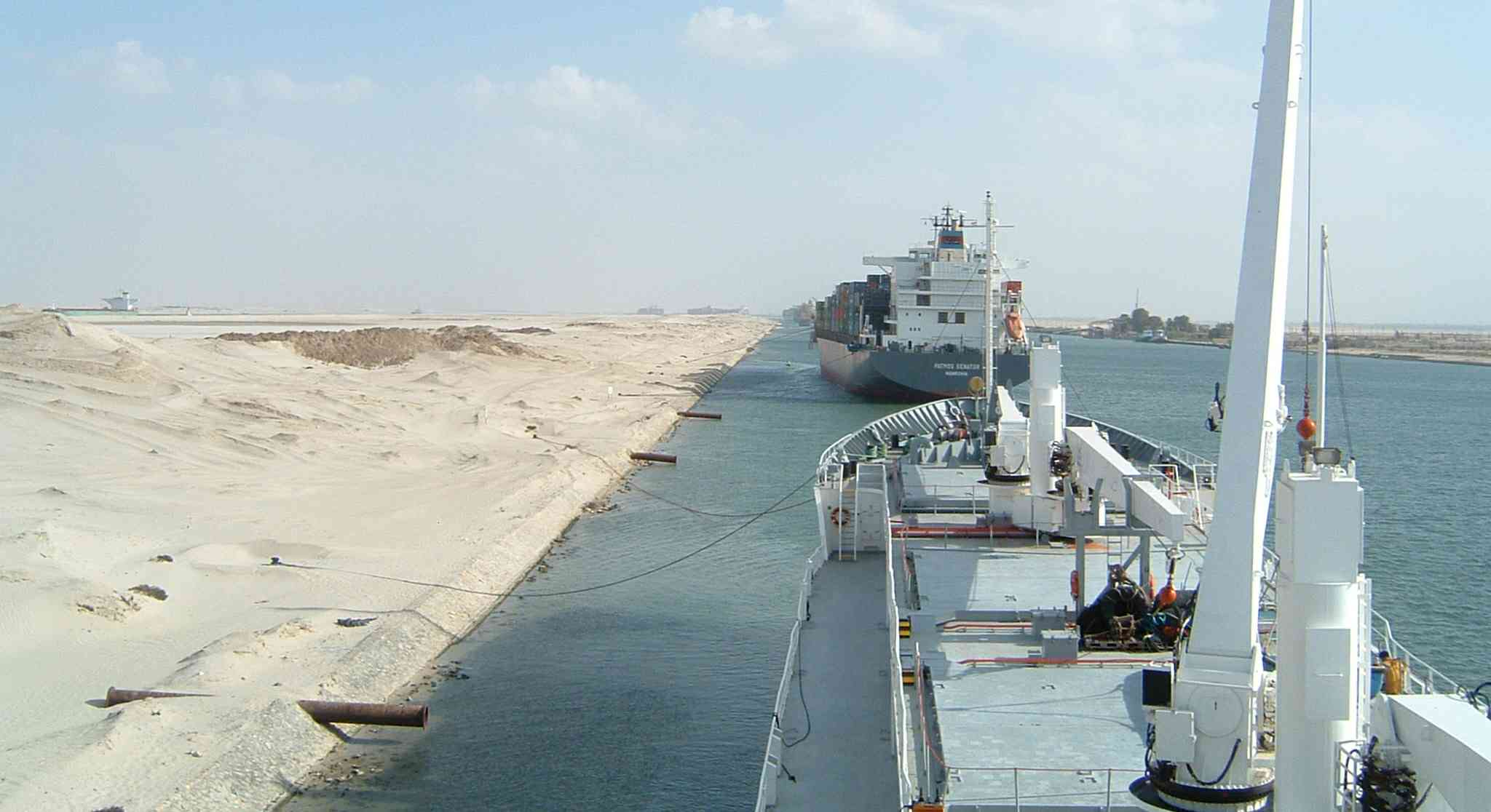
スエズ運河通航中の2隻の船が繋留されている様子

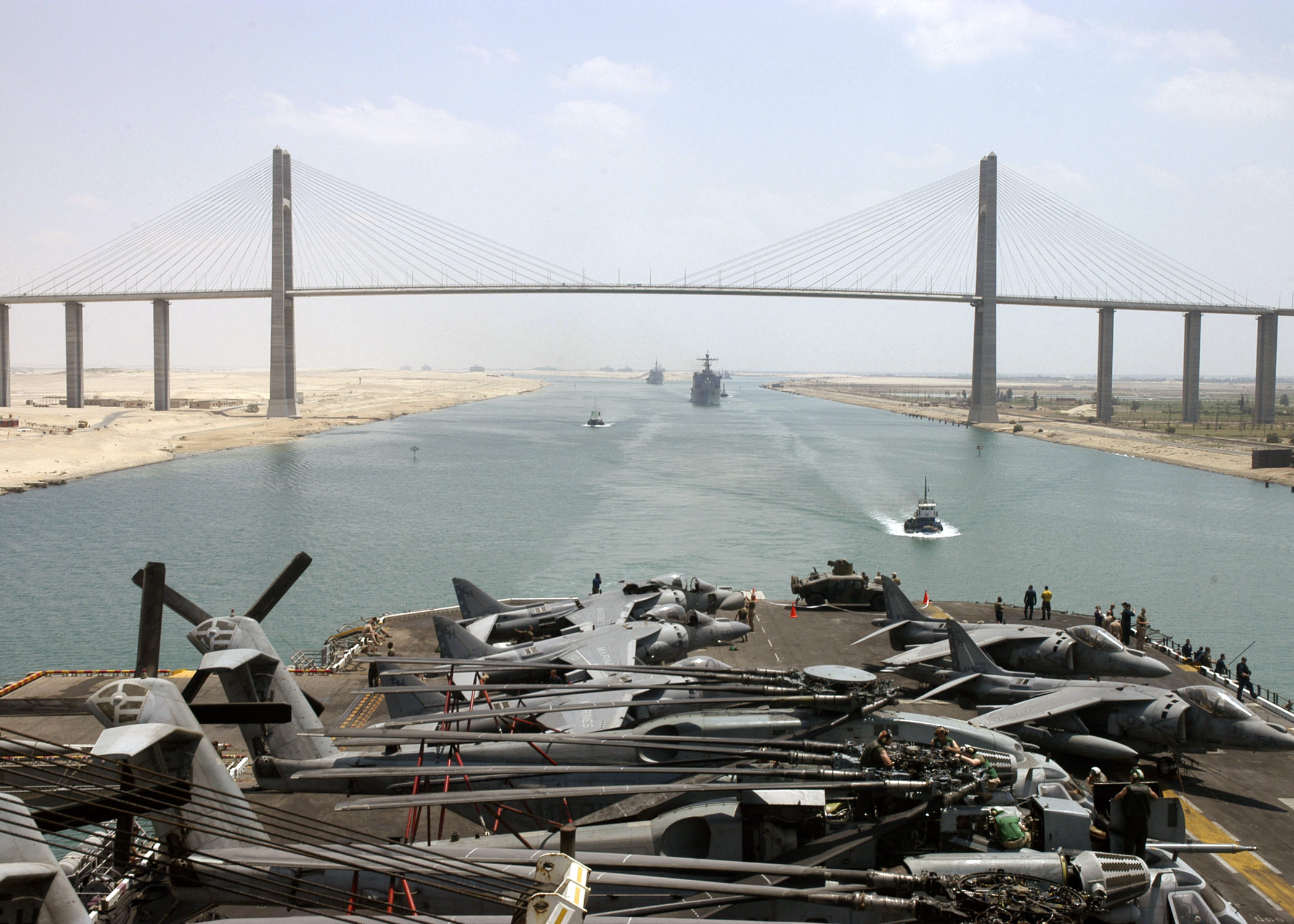
スエズ運河橋

スエズマックス（英語: Suezmax）は、積み荷を搭載した状態でスエズ運河を通航することのできる船の最大サイズを示した言葉で、ほぼタンカーに対して用いられる。

## 概要
スエズ運河には閘門（こうもん）がないので、重要な制限要素は喫水と、スエズ運河橋があることから高さだけである。
2009年に、深さは18 mから20 mに浚渫（しゅんせつ）され、2010年時点の運河の通航路深さは最大20.1 mまでとなった。それ以上の大きさとなるスーパータンカーは喫水が深すぎて通航できず、一部を他の船に移し替えるか、パイプラインを使って輸送するか、喜望峰を迂回しなければならない。
スエズマックスの典型的な載貨重量トンは約16万トンで、幅は50 mである。もう1つ重要な注意点が高さで、スエズ運河大橋の高さが70 mであることから、喫水上の高さが68 mに制限されている。運河当局は通航可能な幅と喫水の表を作成しており、これは変化することがある。2010年から喫水線下の断面積は1,006平方メートルに制限されており、これは喫水20.1 mの船であれば幅は50 mまで、喫水12.2 mの船であれば幅は77.5 mまでとなる。
同じような言葉として、パナマ運河、マラッカ海峡、セントローレンス海路を通航可能な最大の大きさとしてそれぞれパナマックス、マラッカマックス、シーウェイマックスという言葉がある。
アフラマックスのタンカーはスエズマックスよりも小さく、8万トンから12万トンほどのものを指す。チャイナマックスは、満載状態で多くの港を利用可能な船のことを指す。
ケープサイズは、大きすぎてスエズ運河を通航できず、喜望峰（Cape of Good Hopeのケープ）を迂回する必要があるばら積み貨物船を指しているが、近年の浚渫によりケープサイズとされていた船でもスエズ運河を通航できるものが増えている。21.3 mまで深くする計画が実行されればスエズマックスの定義は変更されることになる。これは、かつてのパナマックスの変更と同じである。